# Nhà thờ Thánh George ở Spišská Sobota
Nhà thờ Thánh George ở Spišská Sobota (tiếng Slovakia: Kostol svätého Juraja v Spišská Sobota) là một nhà thờ được xây dựng theo phong cách kiến trúc Gothic, tọa lạc ở quận Spišská Sobota, ngoại ô thành phố Poprad, vùng Prešov, Slovakia. Nhà thờ này thuộc giáo xứ Poprad-Spišská Sobota. Vào ngày 30 tháng 10 năm 1963, nhà thờ được ghi danh vào Danh sách Di tích Trung ương theo quyết định của Bộ Văn hóa Cộng hòa Slovakia.

## Lịch sử
Nhà thờ Công giáo tôn kính Thánh George ở Spišská Sobota được xây dựng vào năm 1273, ban đầu được xây theo phong cách kiến trúc Romanesque. Với sự sáp nhập của khu định cư Stojanova vào năm 1411, thị trấn bắt đầu phát triển về mặt kinh tế và kiến trúc. Vào năm 1464, nhà thờ cổ đã trải qua một cuộc tái thiết theo kiểu Gothic dưới sự chỉ đạo của thợ xây Jorge Steinmetzer. Trong giai đoạn 1502 - 1514, nhà thờ này xây thêm nhà nguyện Thánh Anna. Sau đó, vào cuối thế kỷ 16, cụ thể là vào năm 1598, một tháp chuông được xây bổ sung vào nhà thờ, tòa tháp chuông được thiết kế theo phong cách kiến trúc Phục hưng. Kể từ năm 1950, toàn bộ Quảng trường Spišská Sobota được tuyên bố là khu bảo tồn di tích của thành phố.